# Weilach (Fluss)
Die Weilach ist ein rechter Zufluss der  Paar in Oberbayern. 

## Flusslauf
Auf ihrem Weg von der Quelle in Wollomoos (493 m über  NN) durchfließt die Weilach die Ortschaften  Thalhausen,  Aufhausen,  Holzhausen,  Gundertshausen, Höfarten, Schiltberg,  Ried,  Weilach und Aresing, bevor sie nach 21,9 km in  Mühlried (407 m über NN) in die Paar mündet. Ihr gesamtes Einzugsgebiet beträgt 112 km². Auf diesem Weg durchläuft sie die Landkreise  Dachau,  Aichach-Friedberg sowie  Neuburg-Schrobenhausen. Bis zur gleichnamigen Ortschaft  Weilach mäandriert der Bach größtenteils naturnah, danach ist das Bachbett des Flüsschens begradigt.

## Zuflüsse
- Altograben (rechts) – aus Osten, Einmündung südlich von  Thalhausen
- Wildmooser Bach (rechts) – aus Südosten, durchfließt  Asbach und  Haag, Einmündung westlich von Haag
- Flußgraben (rechts) – aus Südosten, durchfließt Randelsried und  Lauterbach, Einmündung nördlich von  Holzhausen
- Höfarter Bach (links) – aus Westen, durchfließt  Allenberg und Höfarten, Einmündung in Höfarten
- Rapperzeller Bach (links) – aus Westen, durchfließt Rapperzell und Schiltberg, Einmündung in Schiltberg
- Holzländer Bach (rechts) – aus Südosten, durchfließt Ruppertszell, Birglbach und  Ried, Einmündung in Ried
- Schnellbach (rechts) – aus Osten, durchfließt Labersdorf und  Sattelberg, Einmündung östlich von  Weilach
- Gachenbach (links) – aus Westen, durchfließt  Mangelsdorf und Gachenbach, Einmündung nördlich von Weilach
- Weilenbach (rechts) – aus Südosten, durchfließt Oberweilenbach und Unterweilenbach, Einmündung östlich von Autenzell

## Landschaft und Landnutzung
Die Weilach durchfließt in einem Sohlental das Donau-Isar-Hügelland. Angrenzende Wiesen und Äcker werden insbesondere im Unterlauf landwirtschaftlich intensiv bewirtschaftet. Eine Folge ist hierbei die Überschreitung ökologisch relevanter Richtwerte für Nährstoffeinträge wie Nitrat und Phosphat. Genügend breite Uferrandstreifen fehlen meistens.

## Fauna
Nach seiner Ausrottung im 19. Jahrhundert bevölkert der Biber (Castor fiber) nun schon seit einigen Jahren wieder die gesamte Weilach. In den unbelasteten kleineren Zuflüssen finden sich noch Exemplare gefährdeter Arten wie Bachmuschel (Unio Crassus) und Steinkrebs (Austropotamobius torrentium).

## Flora
Der Baumbestand zeichnet sich vor allem durch Schwarzerle (Alnus glutinosa) und Weidenarten aus, welche für diese Standorte genauso typisch sind wie das Schilfrohr (Phragmites australis) oder die Sumpfdotterblume (Caltha palustris). 